# Чумаков, Евгений Михайлович
Евге́ний Миха́йлович Чумако́в (16 февраля 1921, Гжатск, Смоленская область, РСФСР, СССР — 10 августа 1997, Москва, Россия) — советский самбист, четырехкратный чемпион СССР по самбо (1939, 1947, 1950, 1951), ученик Анатолия Харлампиева.
Выдающийся тренер, воспитавший около 60 чемпионов и призёров СССР. Основатель спортивного клуба СКИФ Государственного центрального института физической культуры. Заслуженный мастер спорта СССР (1948), Заслуженный тренер СССР, судья международной категории, профессор кафедры борьбы Российской государственной академии физической культуры.

## Биография
В 18-летнем возрасте Евгений Чумаков завоевал золотую медаль на первом чемпионате СССР по самбо. Планы подающего надежды спортсмена, однако, изменила Великая Отечественная война, во время которой он был санинструктором. Служил в звании старшины медицинской службы. Дважды был ранен, в результате чего практически перестала работать правая рука (был перебит нерв).
Приказом ВС 1319-го СП 185-й СД Калининского фронта №: 2/н от: 13.12.1942 года сан.инструктор 1-го стрелкового батальона Чумаков Е. М. награждён медалью «За отвагу» за то, что во время боев с 25.11 по 05.12., проявив мужество и отвагу, вынес из под огня противника 17 раненных бойцов с личным оружием.
Чумакова признали негодным к строевой службе, и двери в большой спорт, казалось, для него закрылись навсегда.

## После войны
Однако в 1946 году Чумаков поступил в физкультурный институт. Из-за травмы ему пришлось полностью перестроить свою технику ведения схватки: теперь, утратив физические преимущества, он должен был научиться предугадывать действия противника, опережая его каждый раз на один шаг. Пытаясь добиться этого, Чумаков тренировался с завязанными глазами, ориентируясь на шорохи. Тренировки дали плоды: уже в 1947 году он вновь стал чемпионом СССР по самбо, а затем — в 1950 и 1951 годах — ещё дважды удостаивался этого титула. За его «экстрасенсорные» способности коллеги прозвали Чумакова «гроссмейстером ковра».
В 1950-е годы Е. М. Чумаков сосредоточился на научной и тренерской деятельности. Он всерьёз занялся систематикой знаний о самбо и классификацией техники российской борьбы, пытаясь разработать научную систему анализа соревнований. Результатов упорной работы Чумакова стала концепция, позволяющая описывать приёмы самбо в категориях научных терминов; графическое выражение данной концепции, лёгшее в основу оригинальной методики подготовки самбистов, получило известность как «Спираль Чумакова» (в неё ещё при жизни создателя концепции вошли 1459 приёмов в стойке и 1024 приёма в партере).
Идея «спирали» пришла к Е. М. Чумакову в ходе работы с двумя экспериментальными группами юношей. Тогда он применил концентрический метод обучения, преследуя цель помочь самбисту усвоить тот или иной приём на уровне рефлекса. Для этого требовалось цикличное возвращение к одному и тому же техническому действию, обрастающему всё более и более богатым арсеналом возможных комбинаций. В результате график занятий по методике Чумакова можно было схематично представить в виде винтовой линии, каждый новый виток которой предполагал усложнение техники.
В результате работ Е. М. Чумакова стало возможным представлять не только операционный состав деятельности в спортивных схватках, но и взаимозависимость (как количественную, так и качественную) между этими составляющими. Оперируя понятиями из системы Чумакова, тренеры получили возможность выстраивать тактику поединка.
Е. М. Чумаков подготовил 15 кандидатов педагогических наук. Опубликовал более 200 пособий и публикаций по самбо.
В 1985 году награждён орденом Отечественной войны 1-й степени.

## Смерть
Скончался 10 августа 1997 года. Похоронен на Троекуровском кладбище в Москве.

## Память
В память о выдающемся тренере и теоретике самбо ежегодно проводится научно-практическая конференция.

## Спортивные достижения
- Чемпионат СССР по самбо 1939 года — ;
- Чемпионат СССР по самбо 1947 года — ;
- Чемпионат СССР по самбо 1948 года — ;
- Чемпионат СССР по самбо 1949 года — ;
- Чемпионат СССР по самбо 1950 года — ;
- Чемпионат СССР по самбо 1951 года — .

## Ученики Чумакова
- Кулик Николай Георгиевич — профессор кафедры единоборств ГЦОЛИФК, кандидат педагогических наук, Заслуженный тренер России
- Табаков Сергей Евгеньевич — исполнительный директор ФИАС, заслуженный тренер России.
- Елисеев, Сергей Владимирович — президент Всероссийской федерации самбо, Европейской федерации самбо.
- Степанов, Олег Сергеевич — шестикратный чемпион Европы, восьмикратный чемпион СССР по самбо.
- Шульц, Генрих Карлович — чемпион Европы по дзюдо, шестикратный чемпион СССР по самбо.
- Глориозов, Евгений Леонидович — пятикратный чемпион СССР по самбо.
- Юдин, Анатолий Егорович — чемпион Европы, четырехкратный чемпион СССР по самбо.
- Ципурский, Илья Лазаревич — чемпион Европы по дзюдо, двукратный чемпион СССР по самбо.
- Дарашкевич, Виталий Ростиславович — двукратный чемпион СССР по самбо.
- Лукичёв, Александр Васильевич — двукратный чемпион СССР по самбо, первый государственный тренер по борьбе дзюдо СССР.
- Гуляев, Владимир Петрович — чемпион СССР по самбо 1955 года.